# Magda Šaturová
Magda Šaturová-Seppová (4. července 1929 – 10. září 2016) byla slovenská doktorka filozofie, redaktorka a esperantistka. Proslula jako autorka řady učebních pomůcek pro kurzy esperanta a hlavní redaktorka rozsáhlého esperantského díla Slovaka Antologio.